# Schleching

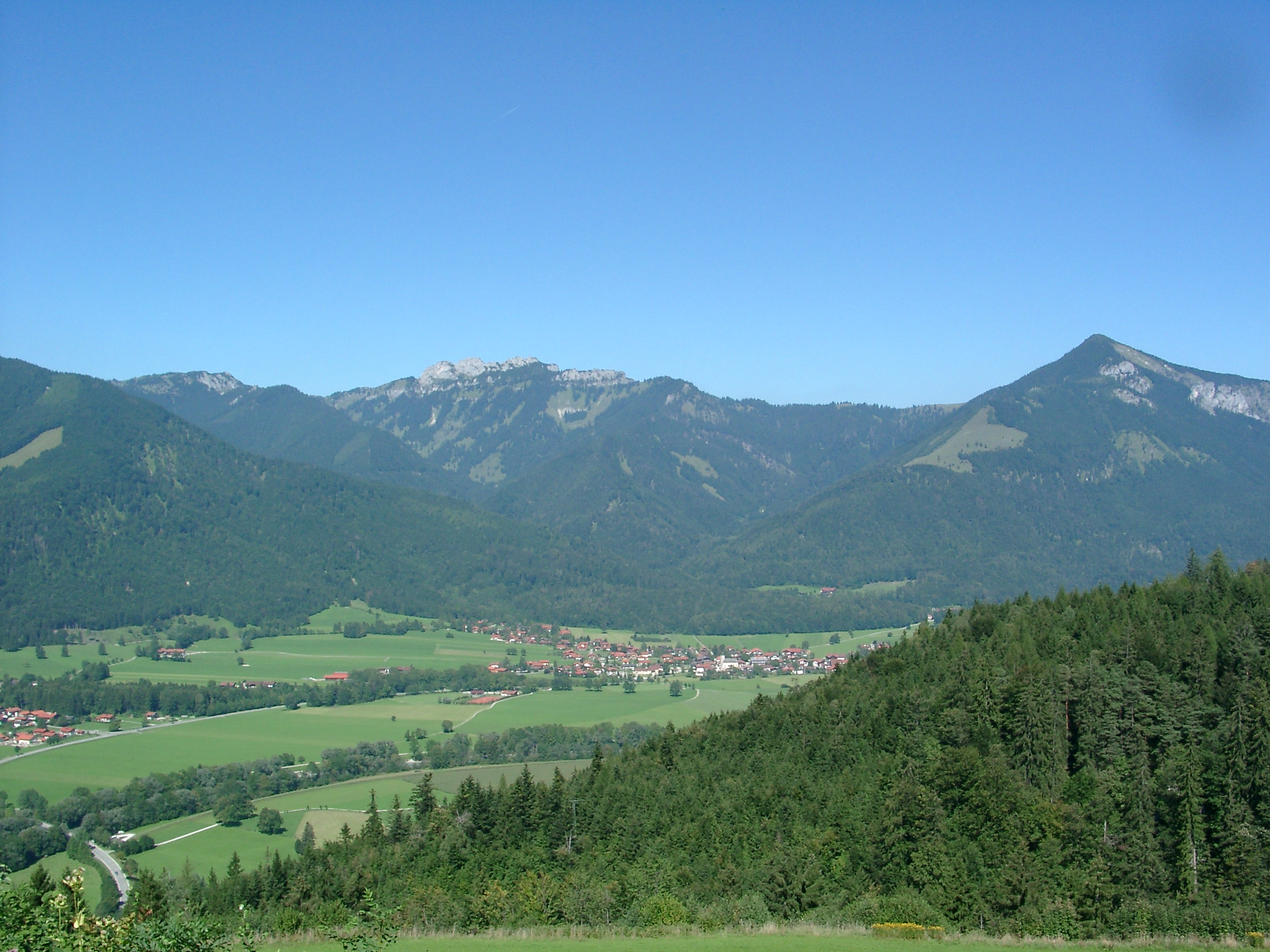
Schleching with Kampenwand and Hochplatte

Schleching là một đô thị trong huyện Traunstein bang Bayern, Đức.